# David Ames
David Albert Ames (nacido el 10 de agosto de 1983)es un actor británico, conocido principalmente por su actuación en la serie Holby City, donde interpretó al enfermero Dominic Copeland.

## Primeros años y carrera
Nació en Inglaterra en 1983. Antes de entrar a la actuación televisiva, participó en el mundo teatral, interpretando varios personajes en distintas obras, especialmente en el rol de personajes homosexuales. En 2013, ingresó al elenco de Holby City, donde permaneció en el rol del enfermero Dominic Copeland hasta el año 2022.
Luego volvió al teatro hasta el 2023, cuando se sumó al elenco de la comedia Los misterios de Madame Blanc de Channel 5. Ames también ha tenido participaciones en telenovelas, como en Doctors de la BBC y luego, a partir de junio de 2023, interpretando al personaje del director de una escuela secundaria en la telenovela Hollyoaks de Channel 4.

## Vida personal
Ames creció en Hampshire y es abiertamente gay.

## Trabajos
Televisión
- He Kills Coppers (2008) - Hombre joven
- Doctor Who (2009) - Nathan
- Doctor Who: The Adventure Games (2011) - Thomas Percy
- Holby City (2013-2022) - Dominic Copeland
- Los misterios de Madame Blanc (2023) - George
- Doctors (2023) - Marcus Bavidge
- Hollyoaks (2023-2024) - Carter Shepherd

Peliculas
- The Telemachy (2012) - Jay